# إيدا بيورندالن كارلسون
إيدا بيورندالن كارلسون (بالنرويجية: Ida Bjørndalen Karlsson‏) مواليد 6 مايو 1983 في ساربسبورغ، هي لاعبة كرة يد نرويجية تلعب كظهير أيمن. مثلت منتخب النرويج لكرة اليد للسيدات. حققت المركز الأول في بطولة أوروبا لكرة اليد للسيدات 2014.

## سجل المنافسة
شاركت في البطولات التالية:
- بطولة أوروبا لكرة اليد للسيدات 2012
- بطولة أوروبا لكرة اليد للسيدات 2014

## الميداليات
| الميدالية | المسابقة                            |
| --------- | ----------------------------------- |
| ذهبية     | بطولة أوروبا لكرة اليد للسيدات 2014 |
| فضية      | بطولة أوروبا لكرة اليد للسيدات 2012 |

## روابط خارجية
- إيدا بيورندالن كارلسون على موقع الاتحاد الأوروبي لكرة اليد (الإنجليزية)
- إيدا بيورندالن كارلسون على موقع الاتحاد النرويجي لكرة اليد (النرويجية)